# Benoist Rigaud
Benoist Rigaud, dont l’année de naissance est incertaine et mort en 1597, fut un imprimeur-libraire installé à Lyon à partir des années 1555, jusqu’à sa mort. Il travailla, au début de sa carrière, en collaboration avec son neveu, Jean Saugrain, jusqu’en 1558. Marié à deux reprises, il eut des enfants – lors de ses deuxièmes noces – qui reprirent le commerce lyonnais.

## Biographie
Il existe très peu d'informations concernant la naissance de l'imprimeur-libraire. Néanmoins, certaines sources permettent de savoir qu'il a commencé une activité d'imprimeur-libraire en épousant en premières noces Pernette de Septgranges, fille de Corneille de Septgranges qui fut imprimeur et graveur. Aucun enfant ne vit le jour de ce premier mariage, laissant Benoist Rigaud l'héritier des biens de Pernette qui mourut en 1559. Peu après le décès de sa première épouse, Rigaud se remaria avec Claudine Dumergue, fille de l'imprimeur lyonnais Antoine Dumergue, qui lui assura une descendance qui s'occupât, à la mort de Benoist Rigaud, de l'activité d'imprimeur-libraire dont la renommée lui permit d'acquérir une place conséquente dans la librairie lyonnaise jusqu'au milieu du XVIIIe siècle.

## Activité d'imprimeur-libraire auXVIesiècle

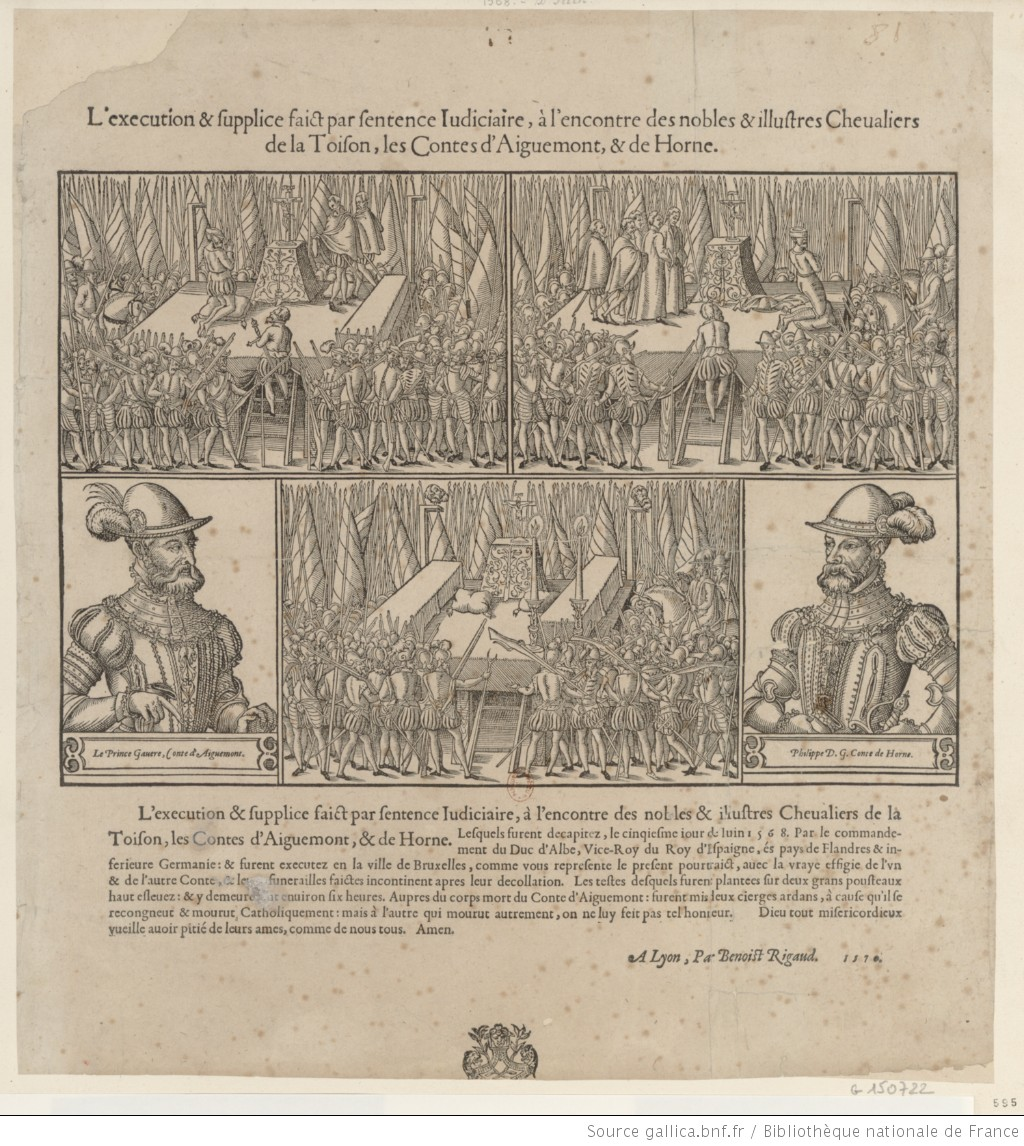
Estampe représentant l'exécution par décollation des comtes d'Egmont et Horne, le 5 juin 1568, sur la Grand-Place de Bruxelles. Publiée en 1570.

Durant ses premières années d'activité, certaines sources indiquent que Benoist Rigaud a imprimé à son nom seul des ouvrages. Pourtant, dès le début de sa carrière, on connaît de Rigaud une association avec son neveu par alliance, Jean Saugrain, pour une durée de trois ans (jusqu'en 1558). Les deux hommes dissocièrent leur activité car si Benoist Rigaud resta fidèle à la religion catholique, Jean Saugrain se convertit à la religion protestante et partit s'installer dans le royaume de Navarre, devenant plus tard l'imprimeur royal d'Henri IV avant son ascension au trône de France. Henri Baudrier explique dans son ouvrage que Benoist Rigaud fut l’imprimeur du gouvernement du Lyonnais tout en développant le commerce des livres à bon prix. Contrairement aux mouvements de son époque qui aimaient l’antiquité grecque et latine, Rigaud s’attarda particulièrement à publier diverses œuvres, telle que la poésie, l’Histoire française, ou encore à publier la « vulgarisation » des recherches en droit, en médecine, ou « des œuvres de ses contemporains ».
L’essor de son commerce l’obligea, en plus de son logement rue Mercière à Lyon, à louer plusieurs locaux permettant le bon fonctionnement de son commerce de livres à petit format. D’après une étude réalisée sur la production de Rigaud et de la mise en lumière de ce travail grâce à sa valorisation en ligne, Louise Amazan écrit dans son mémoire qu’en l’absence d’un lectorat estudiantin, le public est plus large qu’à Paris, les foires permettant de dépasser les frontières lyonnaises et d’aller au-delà de la France ainsi qu'une meilleure diffusion du livre.
Parmi les nombreux ouvrages commercialisés par Benoist Rigaud, il est possible de retrouver une gravure représentant l'exécution des comtes d'Egmont et de Horne dont la légende et le texte sont écrits en français. Cette gravure a déjà été publiée dans l'Europe du Nord dans une langue germanophone afin de dénoncer la tyrannie perpétrée par le duc d'Albe lorsqu'il fut gouverneur des Pays-Bas espagnols.

## Publications

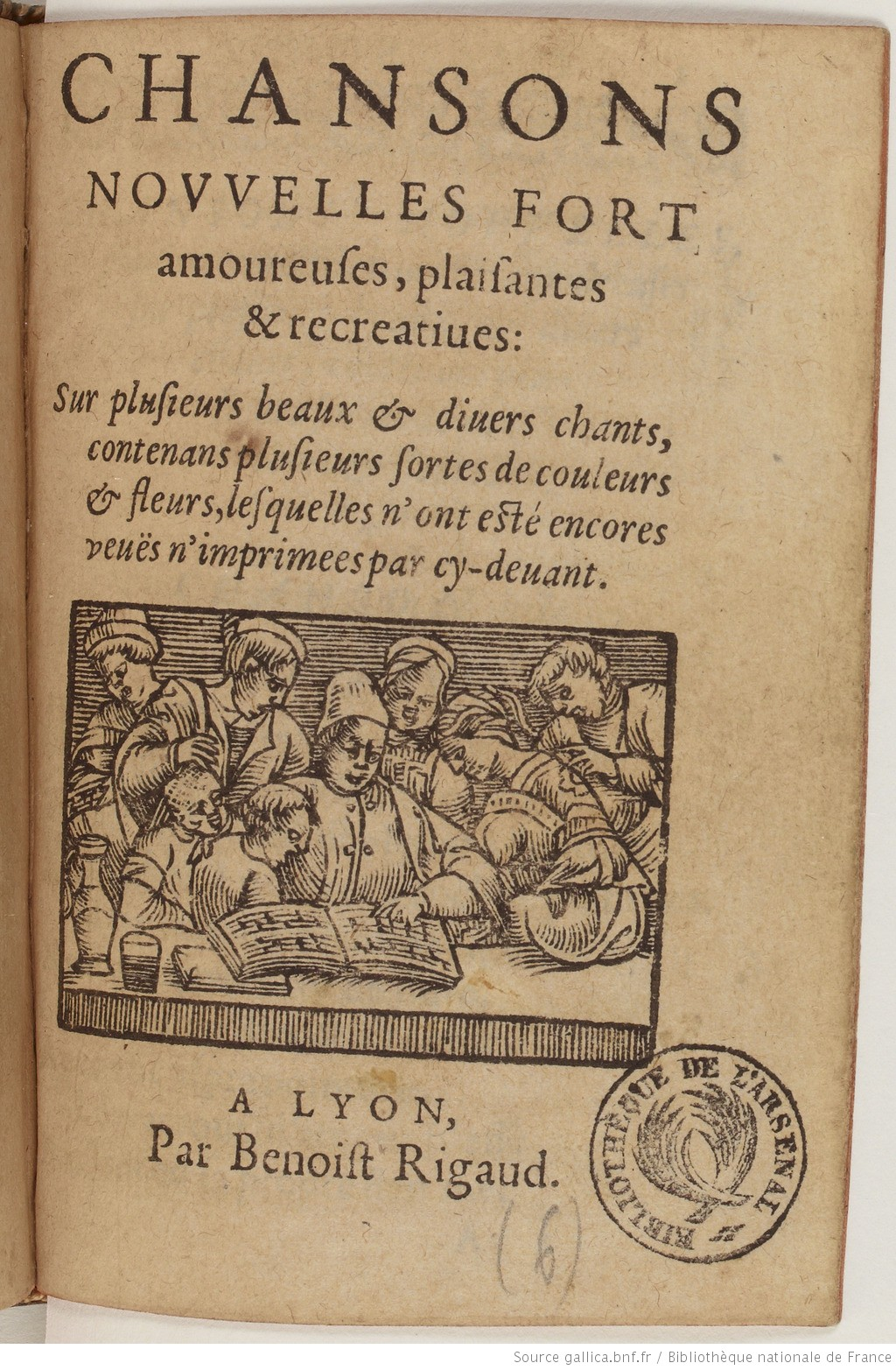
Page de titre illustrée d'une gravure sur bois de l'ouvrage « Chansons nouvelles fort amoureuses… », publiée au XVIe siècle par Benoist Rigaud, à Lyon.

Quelques exemples des publications de Benoist Rigaud :
- Instruction tres bonne, et tres utile, faicte par quatrains, concernant le profit, & utilité d'un chacun. Plus ont esté ajoutez plusieurs dictz moraux, & belles sentences non encore imprimez. A Lyon, par Benoist Rigaud, & Jean Saugrain, 1555.
- Les vies et sentences graves, et ingenieuses des sept sages de Grece, grandement utiles & profittables, à tous vrais amateurs de sagesse & vertu. Est joint a de le miroër de prudence, là ou sont contenus les sept vices capitaux, fidelement declarez par dizains, le tout nouvellement mis en langage françois. A Lyon, par Benoist Rigaud, & Jean Saugrain. M. D. LVI (1556).
- La Police et gouvernement de la République de Venise, exemplaire pour le jourd'huy à toutes autres, tant pour le régime des habitans que estrangers, livre fort utile & nécessaire à tous amateurs du bien public, mis en langue françoise par Jean Charrier,.... A Lyon, Benoist Rigaud, & Jan Saugrain. 1557.
- Le Batiment des antiques erections des principales villes & citez, assises es trois Gaules, contenu en deux livres [Texte imprimé]. Avec un traité des fleuves & fontaines admirables, estans es dites Gaules, Gilles Corrozet & Claude Champier. A Lyon, par Benoist Rigaud, & Jan Saugrain, M. D. LVII (1557).
- Recueil des propheties et revelations, tant anciennes que modernes : Contenant un formulaire des revelations de saincte Brigide, sainct Cyrille, & plusieurs autres saincts, & religieux personnages: nouvellement reveues & corrigées. Et de nouveau augmentées, outre les precedentes impressions. A Lyon, par Benoist Rigaud (XVIe siècle).
- Chansons nouvelles fort amoureuses, plaisantes & recreatives [Texte imprimé]: sur plusieurs beaux & divers chants, contenans plusieurs sortes de couleurs & fleurs, lesquelles n'ont esté encores veuës n'imprimees par cy-devant. A Lyon, par Benoist Rigaud (XVIe siècle).
- Protestation faicte de la part du Roy, par son ambassadeur résident près la royne d'Angleterre, à Sa Majesté, & aux Seigneurs de son Conseil, Michel de Sèvre. A Lyon, par Benoist Rigaud, 1560.
- Copie des lettres que Monseigneur le Reverendissime Cardinal de Lorraine, a enuoyé à Madame de Guyse sa belle seur, sur le trespas de feu son frere François de Lorraine,... Ensemble quelques petits oeuures moraux, sur le temps present, Charles de Lorraine. A Lyon, par Benoist Rigaud, 1563.
- Des troubles et differens advenans entre les hommes par la diversité des religions. Ensemble du commencement, progrez, & excellence de la chrestienne. Par Loys Le Roy, dict Regius. A Lyon, par Benoist Rigaud. 1566. Avec permission.